# Уніпугеос 121
Уніпугеос 121 (англ. Unipouheos 121) — індіанська резервація в Канаді, у провінції Альберта, у межах муніципального району Сент-Пол № 19.

## Населення
За даними перепису 2016 року, індіанська резервація нараховувала 909 осіб, показавши зростання на 11,8%, порівняно з 2011-м роком. Середня густина населення становила 10,3 осіб/км².
З офіційних мов обидвома одночасно не володів жоден з жителів, тільки англійською — 905, а 5 — жодною з них. Усього 260 осіб вважали рідною мовою не одну з офіційних, з них усі — одну з корінних мов.
Працездатне населення становило 44,9% усього населення, рівень безробіття — 45,3%.
Середній дохід на особу становив $25 568 (медіана $18 773), при цьому для чоловіків — $27 036, а для жінок $24 406 (медіани — $16 512 та $19 136 відповідно).
18,6% мешканців мали закінчену шкільну освіту, не мали закінченої шкільної освіти — 55,9%, 26,3% мали післяшкільну освіту, з яких 12,9% мали диплом бакалавра, або вищий.
| Статево-вікова структура населення | Статево-вікова структура населення | Статево-вікова структура населення | Статево-вікова структура населення | Статево-вікова структура населення |
| ---------------------------------- | ---------------------------------- | ---------------------------------- | ---------------------------------- | ---------------------------------- |
|                                    |                                    |                                    |                                    |                                    |
| Всього                             | Всього                             | 49,5%50,5%                         |                                    |                                    |
| 0 — 14 років                       | 0 — 14 років                       |                                    | 35,7%                              | 35,7%                              |
| 15 — 64 років                      | 15 — 64 років                      |                                    | 61%                                | 61%                                |
| 65 і більше                        | 65 і більше                        |                                    | 3,3%                               | 3,3%                               |
| Середній вік (років)               | Середній вік (років)               | 25,027,6                           | 26,4                               | 26,4                               |
| Медіана (років)                    | Медіана (років)                    | 20,224,6                           | 22,2                               | 22,2                               |
| — чоловіки — жінки                 |                                    |                                    |                                    |                                    |

| Походження мешканців:     | Походження мешканців:     | Походження мешканців: | Походження мешканців: | Походження мешканців: |
| ------------------------- | ------------------------- | --------------------- | --------------------- | --------------------- |
| Походження                |                           |                       | осіб                  | %                     |
| Корінні американці        | Корінні американці        |                       | 900                   | 98.9%                 |
| Інше північноамериканське | Інше північноамериканське |                       | 0                     | 0%                    |
| Європейське               | Європейське               |                       | 85                    | 9.34%                 |
| британське                | британське                |                       | 30                    | 3.3%                  |
| французьке                | французьке                |                       | 55                    | 6.04%                 |
| українське                | українське                |                       | 10                    | 1.1%                  |
| Латинськоамериканське     | Латинськоамериканське     |                       | 10                    | 1.1%                  |

## Клімат
Середня річна температура становить 1,7°C, середня максимальна – 21°C, а середня мінімальна – -22,6°C. Середня річна кількість опадів – 412 мм.
| Клімат поселення                              | Клімат поселення | Клімат поселення | Клімат поселення | Клімат поселення | Клімат поселення | Клімат поселення | Клімат поселення | Клімат поселення | Клімат поселення | Клімат поселення | Клімат поселення | Клімат поселення | Клімат поселення |
| Показник                                      | Січ.             | Лют.             | Бер.             | Квіт.            | Трав.            | Черв.            | Лип.             | Серп.            | Вер.             | Жовт.            | Лист.            | Груд.            |                  |
| Середній максимум, °C                         | −9,73            | −5,78            | −0,12            | 9,86             | 16,55            | 20,86            | 20,98            | 20,22            | 14,71            | 8,71             | −1,34            | −9,68            |                  |
| Середня температура, °C                       | −16,19           | −12,22           | −6,58            | 3,42             | 10,10            | 14,39            | 16,61            | 15,84            | 10,30            | 4,32             | −5,72            | −14,06           |                  |
| Середній мінімум, °C                          | −22,63           | −18,68           | −13,02           | −3,05            | 3,64             | 7,94             | 12,21            | 11,46            | 5,92             | −0,07            | −10,12           | −18,46           |                  |
| Норма опадів, мм                              | 19               | 11               | 18               | 26               | 42               | 71               | 77               | 60               | 37               | 14               | 18               | 19               |                  |
| Середньомісячна швидкість вітру, м/с          | 3.81             | 3.90             | 4.00             | 4.20             | 4.10             | 3.74             | 3.40             | 3.35             | 3.70             | 3.97             | 4.00             | 3.90             |                  |
| Середньомісячна сонячна радіація, кДж/м²·день | 3449             | 7034             | 12353            | 17371            | 20996            | 22236            | 22310            | 18429            | 12384            | 7383             | 3743             | 2483             |                  |
| --------------------------------------------- | ---------------- | ---------------- | ---------------- | ---------------- | ---------------- | ---------------- | ---------------- | ---------------- | ---------------- | ---------------- | ---------------- | ---------------- | ---------------- |
| Джерело:                                      |                  |                  |                  |                  |                  |                  |                  |                  |                  |                  |                  |                  |                  |